# 千駄ヶ谷

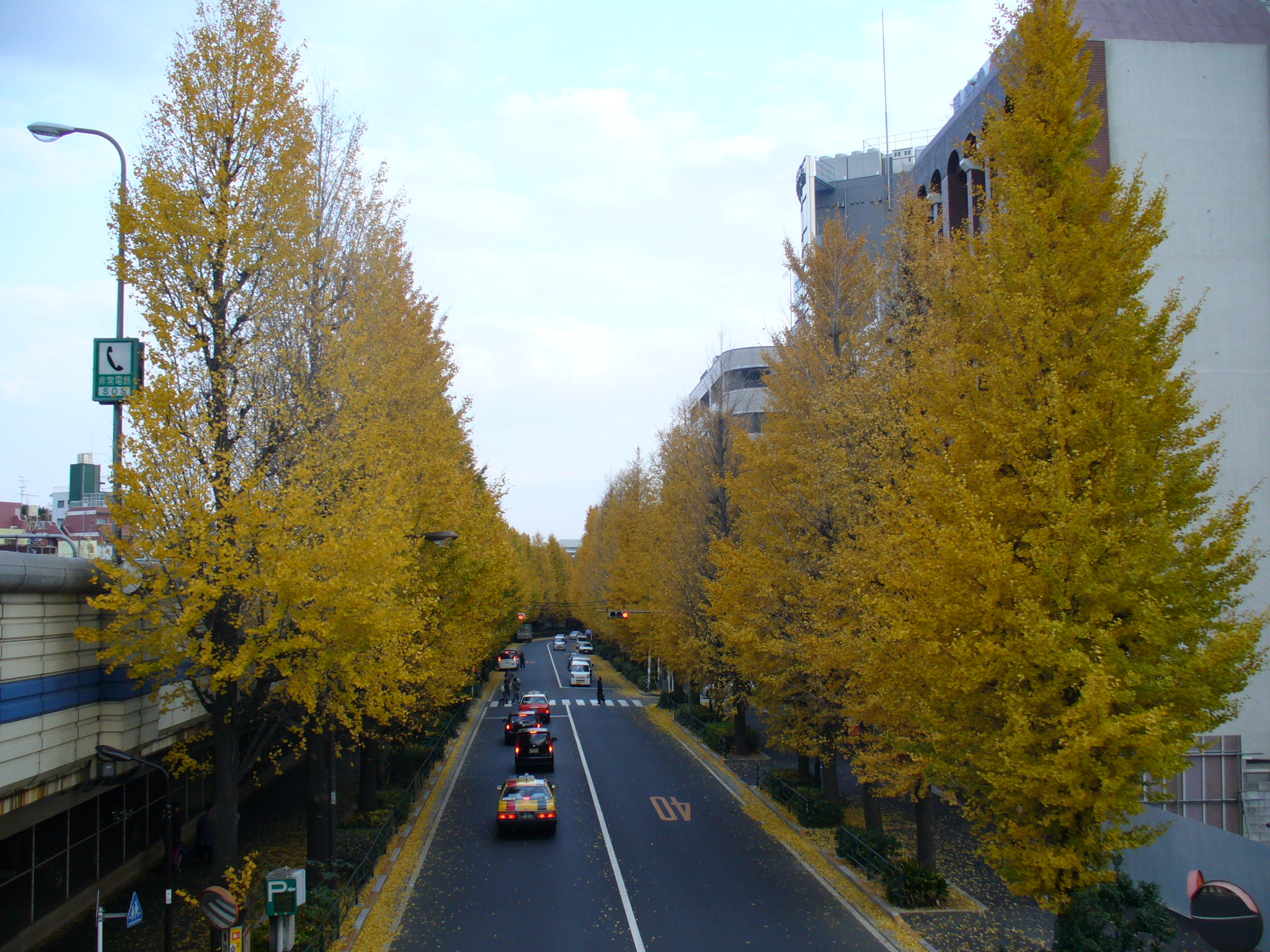
千駄ヶ谷四丁目の銀杏並木

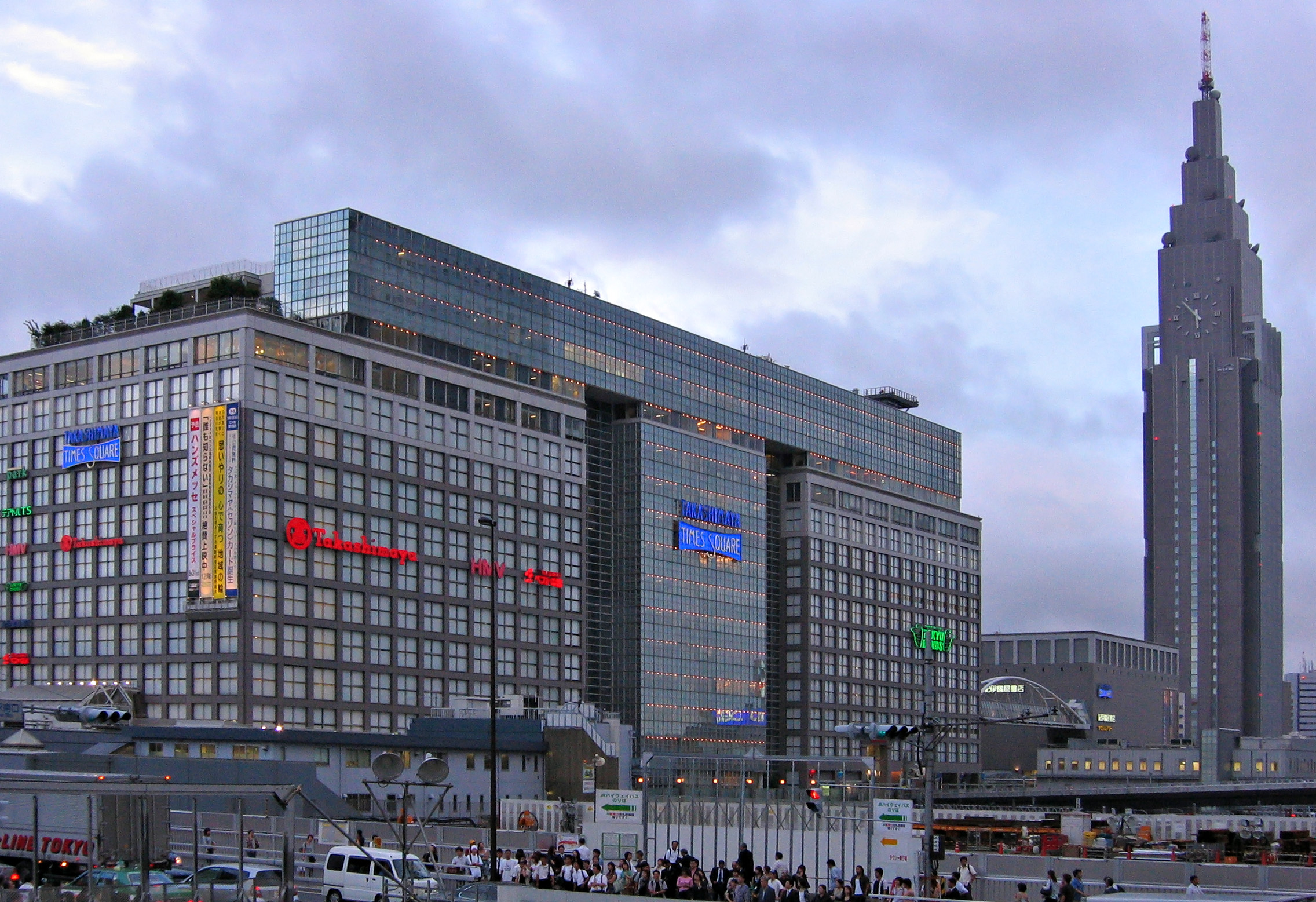
千駄ヶ谷五丁目（タカシマヤタイムズスクェア（髙島屋新宿店）とNTTドコモ代々木ビル）

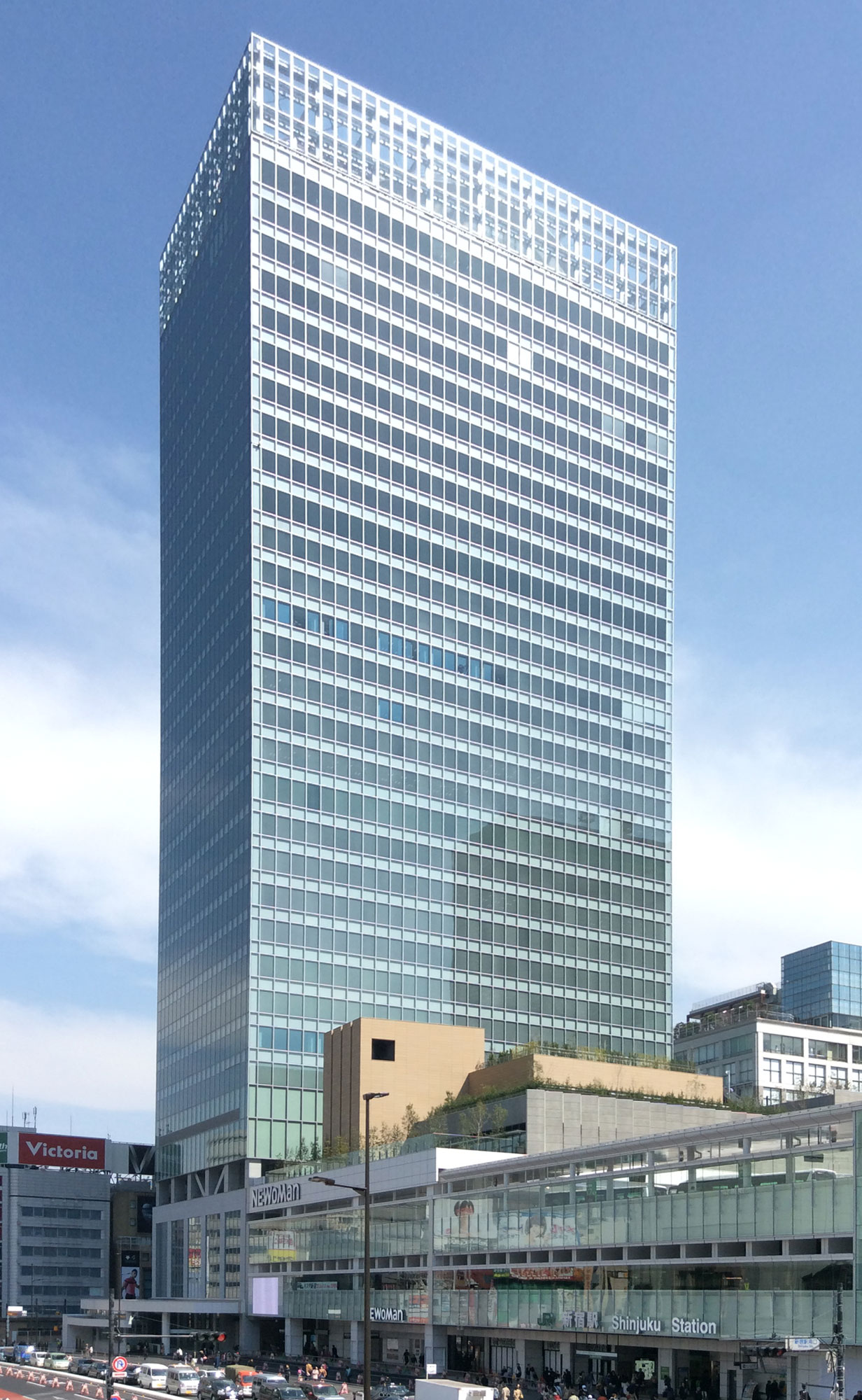
JR新宿ミライナタワーとバスタ新宿

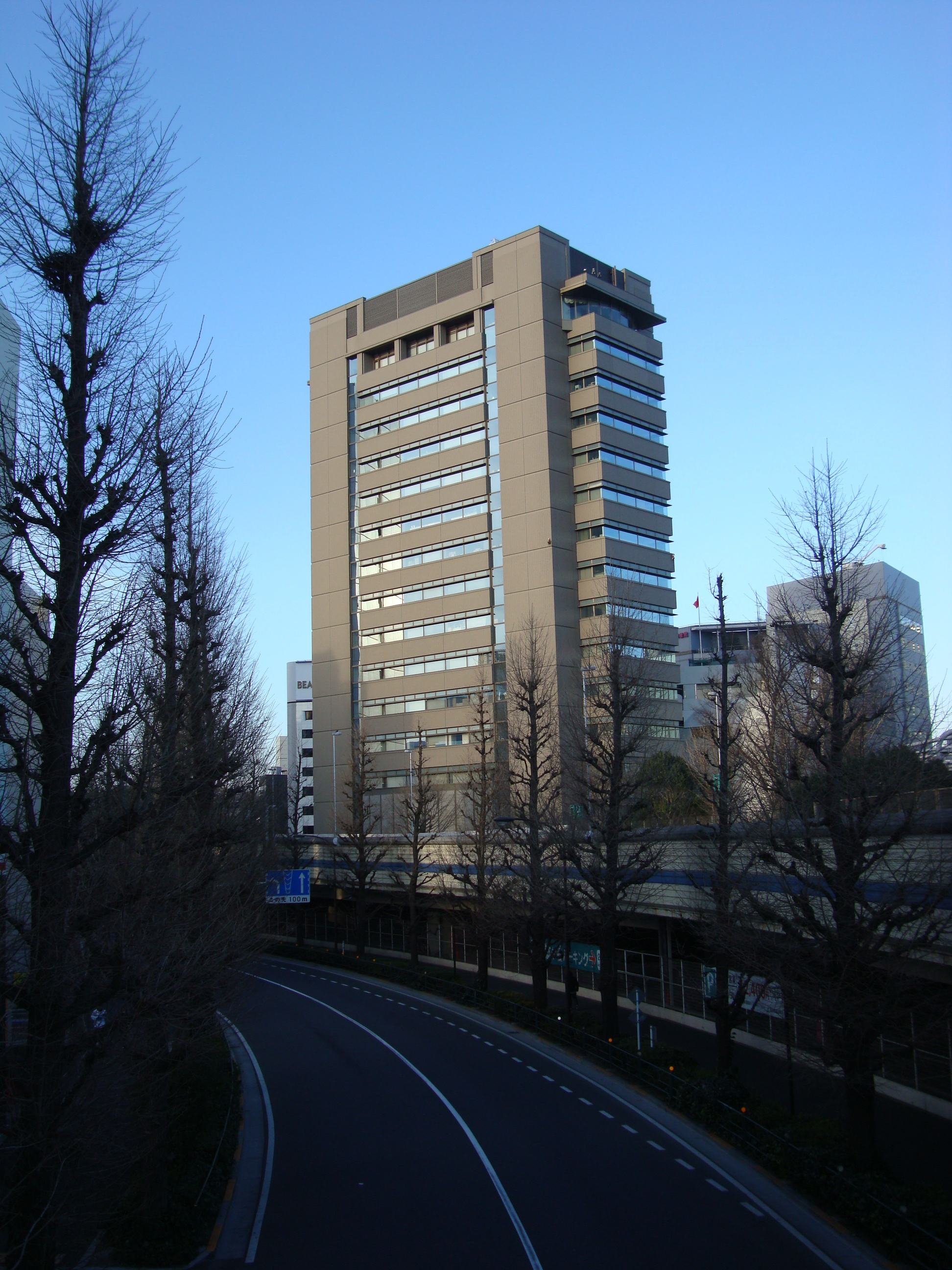
修養団ビル（中央）、共産党本部（右）

千駄ヶ谷（せんだがや）は、東京都渋谷区の地名。住居表示実施済み。現行行政地名は千駄ヶ谷一丁目から千駄ヶ谷六丁目。JRの千駄ケ谷駅の「ケ」は、小さい「ヶ」ではなく、通常の「ケ」を採用している。

## 概要
渋谷区の北東部に位置する。現在の千駄ヶ谷の町域（住居表示）は、千駄ケ谷駅周辺から、北部は新宿駅南口付近、西部は代々木駅東口付近までである。
町域の北西部は巨大繁華街の新宿区新宿三・四丁目に接し、西はJR山手線・JR中央本線などの線路を境に渋谷区代々木および同区代々木神園町に、南は渋谷区神宮前（原宿）に、東は明治神宮外苑がある新宿区霞ヶ丘町に、それぞれ接する。町域北東部は新宿御苑敷地の一部をなし、新宿区内藤町及び同区大京町に接する。
千駄ヶ谷の北西部（5丁目）は甲州街道以南のJR新宿駅の駅施設（甲州街道口・新南口）を含む。そのため、代々木の北東部とともに新宿エリアの一部と認識されることが多く、バスタ新宿や、JR新宿ミライナタワーの一部、髙島屋新宿店（タカシマヤタイムズスクエア）などは、いずれも渋谷区千駄ヶ谷に位置しているものの、新宿を名乗っている。
住宅地やオフィスビルのほか、東京体育館、日本将棋連盟、能楽堂などの文化施設もみられる。また、原宿・青山や新宿に隣接する立地や繊維製品大手イトキン本社の存在から、1980年代以降にはファッション・アパレル関係のオフィスが集積した。

### 地誌
千駄ヶ谷一丁目 - 地図　
地区北東部、千駄ケ谷駅の出口付近一帯にあたる。千駄ケ谷駅も千駄ヶ谷一丁目にあり、都営地下鉄大江戸線・国立競技場駅の出口も当地にある。一丁目には千駄ケ谷駅前にある東京体育館をはじめ、ヒューリック将棋会館千駄ヶ谷ビル（日本将棋連盟本部）、津田塾大学千駄ヶ谷キャンパスなどがある。駅を離れるとオフィスビルや商店の混在する住宅地になる。
千駄ヶ谷二丁目 - 地図　
地区の東南部、千駄ヶ谷一丁目の南に位置する。オフィスビルや商店のほか、マンション、住宅地になる。アパレル関連会社が多く集まり、かつてスターバックス日本法人の親会社であったサザビーの本社も所在する。
千駄ヶ谷三丁目 - 地図　
地区南西部、千駄ヶ谷四丁目の南に位置する。当地域を縦貫している明治通り沿いには、オフィスビルやマンションなどが目立つ。道路より奥まると民家が残る地域も見受けられる。ファイブフォックスに代表されるアパレル関連会社が多数集まる地域でもある。
千駄ヶ谷四丁目 - 地図　
地区の西部、JR中央線の線路の南側の地域。千駄ヶ谷三丁目の北、千駄ヶ谷五丁目の南に位置する。明治通りが通り、代々木駅、千駄ケ谷駅共に近いことから、オフィスビル、マンションが多い。北参道駅が当地にあり、さらに国立能楽堂と日本共産党・日本民主青年同盟本部もある。河合塾千駄ヶ谷校も当地に所在したが、新宿校の開設に伴い、閉校した。
住居表示の改正以前には、山手線の西側、現在の代々木一丁目のうち南部地域までが、千駄ヶ谷四丁目の町域であった。
またかつて、現在の北参道交差点から外苑橋まで、明治神宮北参道（裏参道）と明治神宮外苑を結ぶ道路に沿って乗馬道となっていたが、第二次世界大戦後には遊歩道となり、その後は首都高速道路4号新宿線に変わった。
千駄ヶ谷五丁目 - 地図　
地区の北西部、JR中央線の線路の北側の地域。JR新宿駅南口に接しており、新宿駅構内に接して代々木駅東口に続く町域にはタカシマヤタイムズスクエア（1996年開業）やNTTドコモ代々木ビル（2000年完成）などが建設された。
住居表示の改正以前には、山手線の西側、代々木駅や代々木駅前の商業地を含む現在の代々木一丁目、文化学園や代ゼミタワー、小田急サザンタワーなどを含む現在の代々木二丁目の地域までが、千駄ヶ谷四丁目の町域であった。
千駄ヶ谷六丁目 - 地図　
地区北東部。もとは千駄ヶ谷大谷戸町といわれていた。町域の大半は新宿御苑の敷地で、西北端は東京都立新宿高校の敷地の一部となる。民家とマンションが混在する地域である。新宿御苑内を渋谷区と新宿区の区境が通っている。

### 地価
住宅地の地価は、2025年（令和7年）1月1日の公示地価によれば、千駄ヶ谷1-26-11の地点で159万円/m2、千駄ヶ谷3-4-24の地点で179万円/m2、千駄ヶ谷5-12-17の地点で131万円/m2となっている。

## 歴史

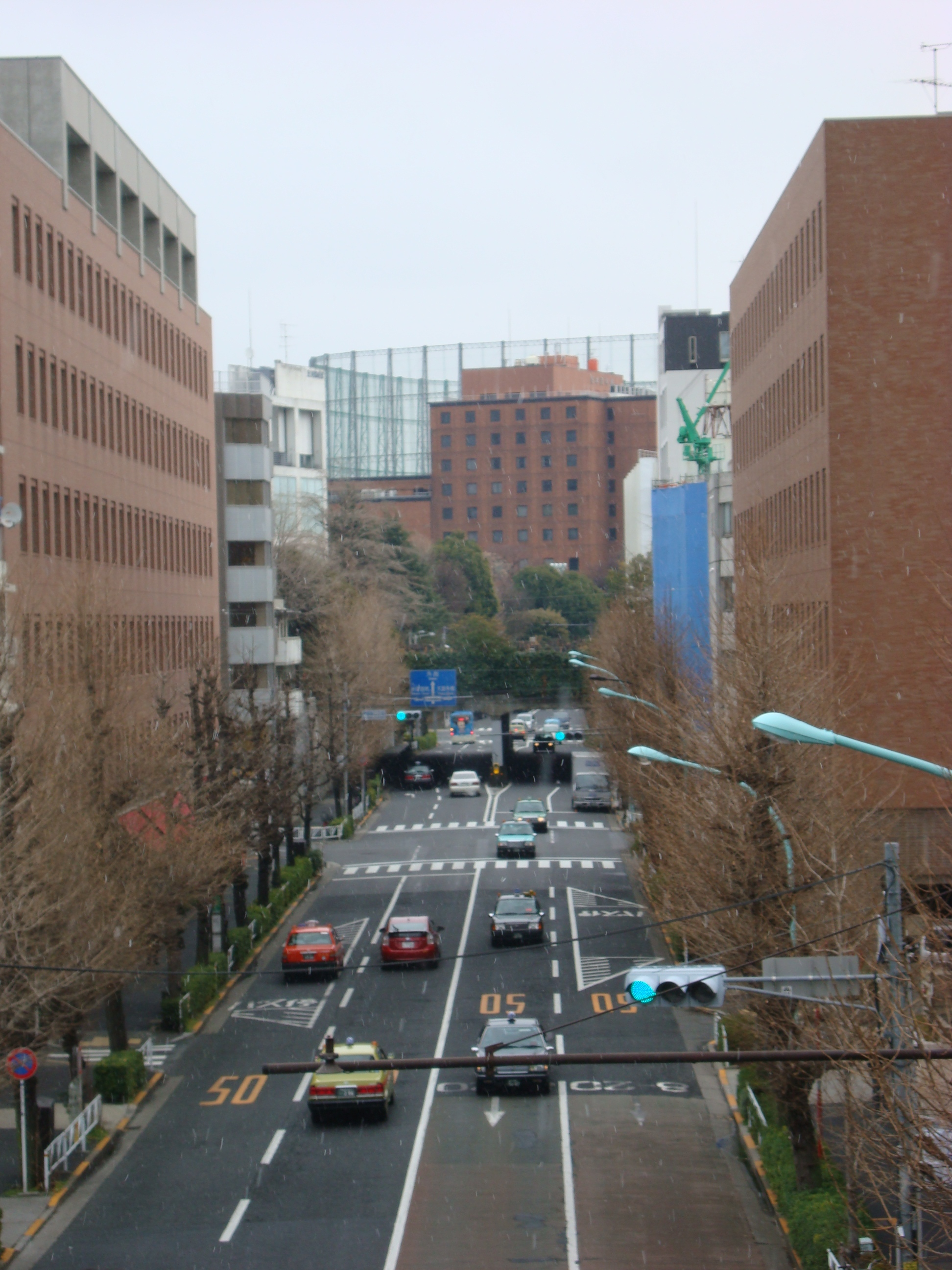
千駄ヶ谷2丁目（左側）と神宮前2丁目（右側）を隔てる道路。画像千駄ヶ谷トンネル奥の中央赤い建物は旧日本青年館

かつてこの地に存在した東京府豊多摩郡千駄ヶ谷町は、1932年（昭和7年）に東京市に編入され、渋谷町、代々幡町と合併して渋谷区を形成した。維新後、徳川宗家が住し天璋院も居住した。
現在の新宿御苑内を水源とした渋谷川上流地区に位置し、たくさんの萱が生えていたこと、それを一日に「千駄(駄は馬に積む荷物の重さの単位)の萱」を積むことから千駄ヶ谷となった。元は豊多摩郡千駄ヶ谷町大字千駄ヶ谷。昭和7年に千駄ヶ谷一丁目から五丁目まで起立。昭和43年千駄ヶ谷二丁目の南半分を神宮前二丁目に分離、原宿三丁目の北半分を千駄ヶ谷三丁目に編入。また千駄ヶ谷大谷戸町を千駄ヶ谷六丁目とし、さらに、代々木山谷町の一部および代々木外輪町の一部を千駄ヶ谷六丁目に編入。
千駄ヶ谷一丁目の鳩森八幡神社前交差点から西に伸びて同・二丁目の北参道交差点に続く「千駄ヶ谷大通り」は、古くから千駄ヶ谷と代々木を結ぶ主要道で、戦前には『豊栄亭』という芝居小屋もあるなど大いに賑わい、また1932年（昭和7年）に千駄ヶ谷町が渋谷区となるまでは「大通」という小字があった。
千駄ヶ谷は1960年代前半までは東京都内でも有数の温泉マーク「連れ込み宿」（別名として連れ込み旅館、現在のラブホテルに該当）街であった。1961年に千駄ヶ谷2丁目に移転した将棋会館には、連れ込み宿と勘違いしたカップルが建物に入ってくることがあったという。また鳩森小学校付近にも連れ込み宿が林立する状況だったことから、それを一掃しようという運動が近隣住民や小学校のPTAを中心に起こった。その結果、千駄ヶ谷は1957年（昭和32年）、隣接する原宿地区と共に文教地区としての指定を受け、現在までには本地区において風俗営業法に準拠する同様の施設はみられなくなった。

### 住居表示実施前後の町名の変遷
| 実施後         | 実施年月日   | 実施前（各町名ともその一部）                                                       |
| -------------- | ------------ | ---------------------------------------------------------------------------------- |
| 千駄ヶ谷一丁目 | 1968年1月1日 | 千駄ヶ谷1・3、千駄ヶ谷大谷戸町の全域、千駄ヶ谷2・4・5、原宿3、代々木外輪町の各一部 |
| 千駄ヶ谷二丁目 | 1968年1月1日 | 千駄ヶ谷1・3、千駄ヶ谷大谷戸町の全域、千駄ヶ谷2・4・5、原宿3、代々木外輪町の各一部 |
| 千駄ヶ谷三丁目 | 1968年1月1日 | 千駄ヶ谷1・3、千駄ヶ谷大谷戸町の全域、千駄ヶ谷2・4・5、原宿3、代々木外輪町の各一部 |
| 千駄ヶ谷四丁目 | 1968年1月1日 | 千駄ヶ谷1・3、千駄ヶ谷大谷戸町の全域、千駄ヶ谷2・4・5、原宿3、代々木外輪町の各一部 |
| 千駄ヶ谷五丁目 | 1968年1月1日 | 千駄ヶ谷1・3、千駄ヶ谷大谷戸町の全域、千駄ヶ谷2・4・5、原宿3、代々木外輪町の各一部 |
| 千駄ヶ谷六丁目 | 1968年1月1日 | 千駄ヶ谷1・3、千駄ヶ谷大谷戸町の全域、千駄ヶ谷2・4・5、原宿3、代々木外輪町の各一部 |

## 交通
地区の北寄りをJR中央線が東西に横断しており、千駄ケ谷駅が所在する。
地区の西寄りを明治通り、東端近くを外苑東通りが縦断している。明治通りの地下には東京メトロ副都心線が通り（2008年6月14日に開業）、北参道駅が当町域内に所在する。

## 世帯数と人口
2024年（令和6年）12月1日現在（渋谷区発表）の世帯数と人口は以下の通りである。
| 丁目                   | 世帯数    | 人口     |
| ---------------------- | --------- | -------- |
| 千駄ヶ谷一丁目         | 914世帯   | 1,736人  |
| 千駄ヶ谷二丁目         | 757世帯   | 1,252人  |
| 千駄ヶ谷三丁目         | 2,074世帯 | 3,247人  |
| 千駄ヶ谷四丁目         | 1,581世帯 | 2,474人  |
| 千駄ヶ谷五丁目・六丁目 | 1,590世帯 | 2,449人  |
| 計                     | 6,916世帯 | 11,158人 |

### 人口の変遷
国勢調査による人口の推移。
| 年                 | 人口   |
| ------------------ | ------ |
| 1995年（平成7年）  | 7,939  |
| 2000年（平成12年） | 8,471  |
| 2005年（平成17年） | 8,547  |
| 2010年（平成22年） | 8,918  |
| 2015年（平成27年） | 10,156 |
| 2020年（令和2年）  | 11,253 |

### 世帯数の変遷
国勢調査による世帯数の推移。
| 年                 | 世帯数 |
| ------------------ | ------ |
| 1995年（平成7年）  | 3,690  |
| 2000年（平成12年） | 4,373  |
| 2005年（平成17年） | 4,757  |
| 2010年（平成22年） | 5,311  |
| 2015年（平成27年） | 6,134  |
| 2020年（令和2年）  | 7,117  |

## 学区

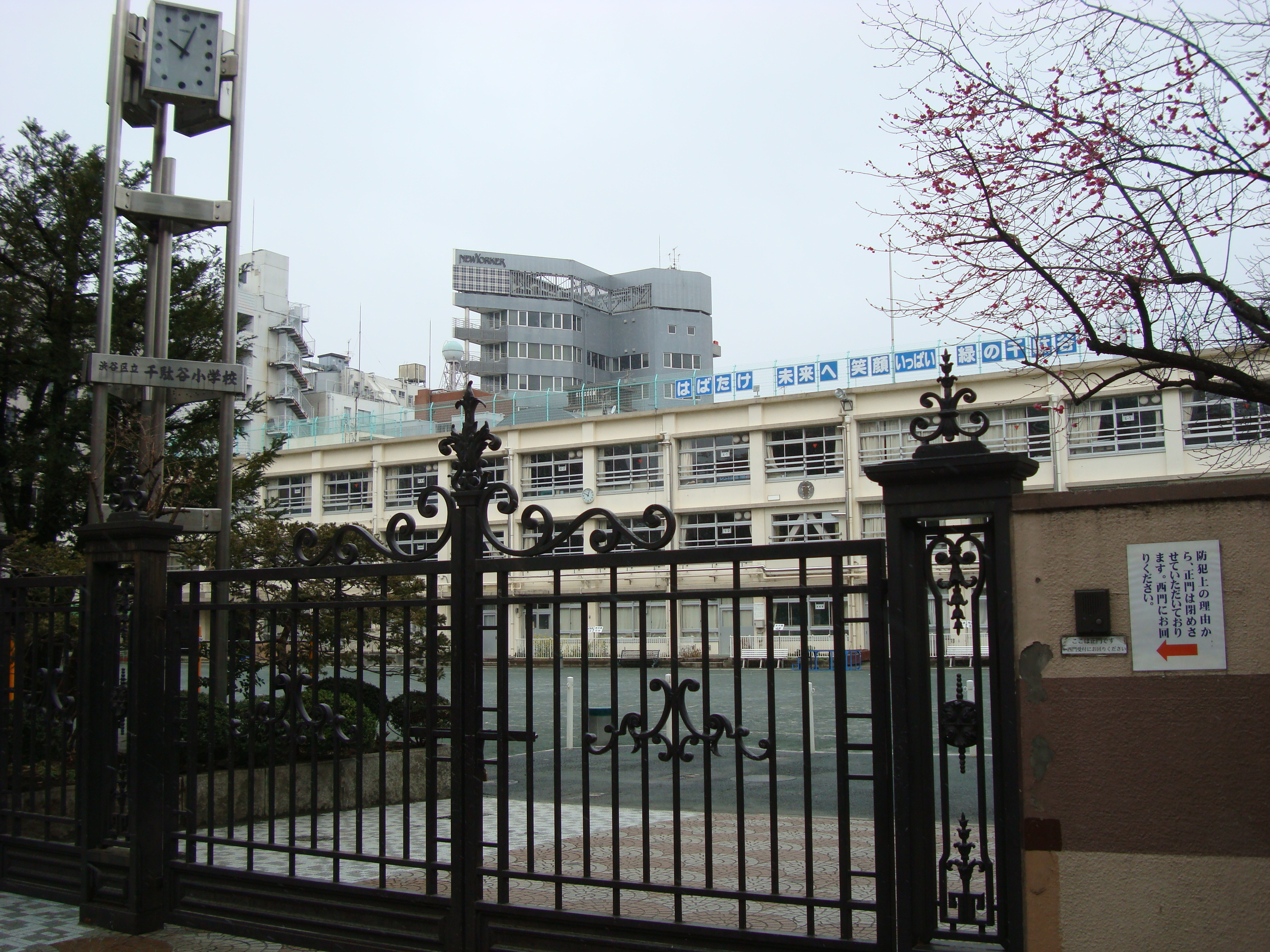
千駄谷小学校

区立小・中学校に通う場合、学区は以下の通りとなる（2023年3月時点）。
| 丁目           | 番地             | 小学校               | 中学校                 |
| -------------- | ---------------- | -------------------- | ---------------------- |
| 千駄ヶ谷一丁目 | 2～10番 13～36番 | 渋谷区立鳩森小学校   | 渋谷区立原宿外苑中学校 |
| 千駄ヶ谷一丁目 | 1番 11〜12番     | 渋谷区立千駄谷小学校 | 渋谷区立原宿外苑中学校 |
| 千駄ヶ谷二丁目 | 全域             | 渋谷区立千駄谷小学校 | 渋谷区立原宿外苑中学校 |
| 千駄ヶ谷三丁目 | 全域             | 渋谷区立千駄谷小学校 | 渋谷区立原宿外苑中学校 |
| 千駄ヶ谷四丁目 | 全域             | 渋谷区立鳩森小学校   | 渋谷区立原宿外苑中学校 |
| 千駄ヶ谷五丁目 | 全域             | 渋谷区立鳩森小学校   | 渋谷区立原宿外苑中学校 |
| 千駄ヶ谷六丁目 | 全域             | 渋谷区立鳩森小学校   | 渋谷区立原宿外苑中学校 |

## 事業所
2021年（令和3年）現在の経済センサス調査による事業所数と従業員数は以下の通りである。
| 丁目           | 事業所数    | 従業員数 |
| -------------- | ----------- | -------- |
| 千駄ヶ谷一丁目 | 392事業所   | 4,603人  |
| 千駄ヶ谷二丁目 | 256事業所   | 2,867人  |
| 千駄ヶ谷三丁目 | 737事業所   | 9,653人  |
| 千駄ヶ谷四丁目 | 431事業所   | 11,095人 |
| 千駄ヶ谷五丁目 | 879事業所   | 25,594人 |
| 千駄ヶ谷六丁目 | 0事業所     | 0人      |
| 計             | 2,695事業所 | 53,812人 |

### 事業者数の変遷
経済センサスによる事業所数の推移。
| 年                 | 事業者数 |
| ------------------ | -------- |
| 2016年（平成28年） | 2,452    |
| 2021年（令和3年）  | 2,695    |

### 従業員数の変遷
経済センサスによる従業員数の推移。
| 年                 | 従業員数 |
| ------------------ | -------- |
| 2016年（平成28年） | 49,756   |
| 2021年（令和3年）  | 53,812   |

## 施設
- 千駄ケ谷駅
- 北参道駅
- 東京体育館
- 津田塾大学千駄ヶ谷キャンパス
- 将棋会館（日本将棋連盟）
  - ユナイテッドアローズ本社
- 鳩森八幡神社 - 境内に「千駄ヶ谷の富士塚」（都指定有形民俗文化財）がある。
- 瑞円寺
- モンマスティー - ミルクティーおよび紅茶店[20]
- 明星食品本社（日清食品グループ）
- イトキン本社
- 国立能楽堂
- 代々木ゼミナール 造形学校
- 東京海上日動火災保険能力開発センター
- リサーチ・イン・モーション・ジャパン本社
- 渋谷区立千駄谷小学校
- 千駄ヶ谷トンネル
- 東京デザイン専門学校
- 修養団SYDビル
  - 修養団
  - SYDホール
  - フジタ本社
- 大京本社（オリックスグループ）
- 日本共産党中央委員会本部
- 日本共産党渋谷地区委員会事務所
- 日本民主青年同盟本部
- NTTドコモ代々木ビル
- 服部栄養専門学校
- ファイブフォックス本社
- Plott本社
- タカシマヤタイムズスクエア
  - Books Kinokuniya Tokyo
- JR新宿駅甲州街道改札・新南改札・ミライナタワー改札
- バスタ新宿
  - 新宿高速バスターミナル本社
- JR新宿ミライナタワー（一部は新宿区に跨る）
- 野村證券新宿支店
- 東京俳優生活協同組合（俳協）本部

## 主な出身人物・ゆかりある人物
- 山本五十六 - 軍人、聯合艦隊司令長官。豊多摩郡千駄ヶ谷町に居住。
- 山本義正 - 著述家、山本五十六の子。千駄ヶ谷町生まれ。
- 西田税 - 軍人、思想家。近接する代々木山谷町に居住。住居が「千駄ヶ谷」と書物に記載される例が多い。
- 辻新次 - 官僚、初代文部次官。千駄ヶ谷町で死去。
- 増原惠吉 - 官僚、元参議院議員、元防衛庁長官。渋谷区千駄ヶ谷に居住。
- 土方久徴 - 元日本銀行総裁。渋谷区千駄ヶ谷に居住し、1942年に同地で死去。
- 天璋院（篤姫） - 元第13代将軍徳川家定御台所。明治期に千駄ヶ谷村の徳川宗家屋敷で死去。
- 徳川家達 - 徳川宗家16代目。千駄ヶ谷村時代から居住。
- 徳川家正 - 同17代目。千駄ヶ谷村生まれ。
- 与謝野鉄幹・与謝野晶子夫妻 - 歌人、作家。1904年 - 1909年の間、津田塾界隈千駄ヶ谷村に文芸誌『明星』を発行した新詩社を移転し、居住。
- 獅子文六 - 作家、演出家、文学座結成者の一人。パリから帰国後の1930年に最初のフランス人妻と生き別れ、1934年に再婚し渋谷区千駄ヶ谷に居住。
- 千田是也 - 演出家、俳優、俳優座結成者の一人。芸名が千駄ヶ谷に由来する。
- 江波杏子 - 女優
- 田村奈巳 - 女優。江波とは共に千駄ヶ谷育ち。
- 五十嵐淳子 - 女優。原宿駅至近の千駄ヶ谷で店舗経営。
- 真木洋子 - 女優
- 村松友視 - 作家
- 木俣和子 - 千駄ヶ谷にあった映画制作会社日東テレビ映画常務。同地で死去。
- 関根潤三 - プロ野球選手・監督
- パトリック・ユウ - スポーツMCスタジアムDJ
- 角野卓造 - 母方の曾祖父が徳川家に雇われて旧千駄ヶ谷町にあった徳川家達邸内で暮らしていた。
- 木下友三郎 - 行政裁判所部長、明治大学学長。千駄ヶ谷の自宅で死去。

## その他

### 日本郵便
- 郵便番号 : 151-0051[3]（集配局 : 代々木郵便局[21]）。